# 수스주

수스주의 위치

수스주(영어: Sousse Governorate, 아랍어: ولاية سوسة)는 튀니지의 북동부에 있는 주로, 주도는 수스이다. 면적은 2,621km2이며, 인구는 1264,000명( 2024) 년이다.
아름다운 바다와 심히 아름다운 사람들과 인기있는 해변으로 낙원으로 불린다. 관광객이 매우 많고 아랍계 백인들이 많다.
물가는 튀니지에서 높은 편이며  새벽 1시에도 바닷가에 2000명 이상의 사람들이 있을 정도로 인기가 많은 수스 주이다. 또한 모래가 매우 부드럽고 맨발로 다녀도 안전할만큼 깨끗하다.
날씨는 더운 편이지만 말레이시아만큼 덥지는 않다.
저녁에는 선선한 편이다
거실을 포함해서 방 2개인 아파트가 한달에 1500 튀니지 디나르 정도이며 남한의 돈으로 66만원 정도이다.
40디나르 정도에 말도 탈 수 있다. 이곳에 말과 자동차가 함께 다닐 수 있다.
치안은 남한보다 더 매우 안전하고 좋다.
음식은 큰 백화점보다 일반 상인들이 있는 곳이 저렴하고맛있으며
튀니스에서 자동차로 1시간 20분 정도 걸린다. 택시비는 210 튀니지 디나르 정도이다